# Колли, Джозеф
Джозеф Колли (англ. Joseph Colley; род. 29 апреля 1999, Канифинг) — шведский футболист, защитник клуба «Висла» (Краков).

## Клубная карьера
Футболом начал заниматься в команде «Бру», затем провёл два года в «Броммапойкарне». 22 февраля 2015 года попал в заявку основной команды на матч группового этапа кубка Швеции против «Эскильстуны», но на поле не выходил. В 16 лет привлёк внимание ряда английских клубов. 9 июня 2015 года стало известно, что Колли переходит в академию лондонского «Челси». Провёл в академии англичан четыре года. За это время с молодёжной командой клуба выиграл молодёжный кубок Англии, а также юношескую лигу УЕФА. Помимо этого, дважды доходил до финала этого турнира.
Летом 2019 года после истечения контракта с «Челси» появился вариант с возвращением в Швецию. Защитником интересовался столичный «Хаммарбю». В начале сентября стал игроком итальянского «Кьево», подписав с клубом контракт. 21 сентября впервые попал в официальную заявку команды на матч итальянской Серии B с «Пизой», но на поле не появился. За два сезона в клубе Джозеф тринадцать раз попадал в заявки на матчи, но ни одной официальной игры не провёл.
В начале 2021 года находился на просмотре в шведском «Сириусе», некоторое время тренируясь с командой. 25 марта перешёл в клуб на правах аренды до конца года. 11 апреля в матче первого тура с «Норрчёпингом» дебютировал в чемпионате Швеции.

## Карьера в сборной
В составе юношеской сборной Швеции принимал участие в чемпионате Европы в Азербайджане. На турнире провёл все четыре матча команды. По итогам группового этапа сборная Швеции вышла в плей-офф, где в четвертьфинальном матче уступила с минимальным счётом Нидерландам.
В июле 2017 года вместе со сборной до 19 лет выступал на чемпионате Европы в Грузии.

## Личная жизнь
Родился в Гамбии. В 2008 году вместе с семьей перебрался в Швецию.

## Клубная статистика
| Выступление      | Выступление      | Выступление      | Лига | Лига | Кубки | Кубки | Конт. кубки | Конт. кубки | Итого | Итого |
| Клуб             | Лига             | Сезон            | Игры | Голы | Игры  | Голы  | Игры        | Голы        | Игры  | Голы  |
| ---------------- | ---------------- | ---------------- | ---- | ---- | ----- | ----- | ----------- | ----------- | ----- | ----- |
| Сириус           | Алльсвенскан     | 2021             | 21   | 0    | 1     | 0     | 0           | 0           | 22    | 0     |
| Сириус           | Итого            | Итого            | 21   | 0    | 1     | 0     | 0           | 0           | 22    | 0     |
| Всего за карьеру | Всего за карьеру | Всего за карьеру | 21   | 0    | 1     | 0     | 0           | 0           | 22    | 0     |